# White Tiger
White Tiger är ett amerikanskt hårdrocksband bildat när gitarristen Mark St. John blev tvungen att lämna hårdrocksbandet KISS på grund av Reiters syndrom. Ett år senare hade han återhämtat sig, men återvände aldrig till Kiss igen utan bildade tillsammans med sin bror bandet White Tiger. De släppte ett självbetitlat album 1986. Bandet upplöstes dock innan de hann spela in ett andra album. 
1999 fick Mark St John chansen att skriva på för ett nytt skivbolag vilket han gjorde och det resulterade i Raw som är White Tigers så kallade andra platta med en remaster-utgåva av "Rock Warriors". 
Efter Raw och ett par spelningar i Los Angeles-trakten bröt bandet upp för evigt. 
Den 5 april 2007 avled Mark St John av en hjärnblödning.

## Bandmedlemmar
- Mark St John – gitarr, bakgrundssång
- David Donato – sång
- Michael Norton – basgitarr, bakgrundssång
- Brian James Fox – trummor, bakgrundssång

## Diskografi
Album
- White Tiger (1986)
- Raw (1998)

Demos
- White Tiger Demo (1988)